# Ахтамарская епархия
Ахтамарская епархия Ахтамарского патриархата Армянской Апостольской церкви (арм. Հայ Առաքելական եկեղեցու Ախթամարի պատրիարքության Ախթամարի թեմ) — упразднённая епархия католикоса Армянской Апостольской церкви в составе Ахтамарского патриархата.

## История
В 1911 году в юрисдикцию Ахтамарской епархии входили Гавашская, Шатахская и Карджиканская казы Османской империи.
По данным на 1911 год количество верующих данной епархии Армянской Апостольской церкви — 70.000, общин — 130, а количество церквей - 203, а также верующих армян-протестантов на территории данной епархии - 500 человек.